# Brădești (Dolj)
Brădești es una comuna ubicada en el distrito de Dolj, Rumania.

## Superficie
Posee una superficie de 63,07 kilómetros cuadrados.

## Demografía
Hasta 2021 la población era de 4248 habitantes, con una densidad de población de 67,35 habitantes por kilómetro cuadrado.